# Lei Derichs
Leo Jozef Willem Derichs (* 19. Mai 1922 in Roermond; † 3. September 2010 ebenda; Rufnamen: Leo, Lei, Ley) war ein niederländischer Leichtathlet in den Disziplinen Diskuswurf und Kugelstoßen. Er wurde im Lauf seiner Karriere sechsmal niederländischer Meister, viermal im Kugelstoßen und zweimal im Diskuswurf. Außerdem betrieb er anfänglich Hochsprung.

## Leben

### Jugend und Beginn der Leichtathletiklaufbahn
Derichs wurde als Sohn eines Müllers geboren. Durch die körperlich schwere Arbeit im väterlichen Betrieb war er seit jungen Jahren bereits körperlich gut trainiert, was ihm beim Diskuswurf und Kugelstoßen zugutekam. In den ersten Jahren seiner Leichtathletiklaufbahn betrieb er jedoch die Disziplin Hochsprung. 1941, als Neunzehnjähriger, verbesserte er den Limburgischen Rekord, mit einem Sprung über 1,74 m. 1946 wird er in dieser Sportart Meister von Zuid-Holland. Auf nationaler Ebene fiel er besonders im Diskuswurf auf. Bei den nationalen Meisterschaften von 1942 stand er das erste Mal auf dem Podium. Mit einem Wurf von 39,36 m gewann er eine Silbermedaille.

### Sportakademie
Zwischenzeitlich begann Derichs ein Studium an der Sportakademie in Tilburg, welches er 1943, mitten im Zweiten Weltkrieg, mit Diplom abschloss. Er arbeitete dann einige Jahre an einer Schule in Amsterdam, wo er von 1943 bis einschließlich 1945 Mitglied der Athletikvereinigung AV 1923 war. Ab 1948 arbeitete er als Sportlehrer am Bisschoppelijk College in Roermond. Hier leitete er das Leichtathletiktraining der Internatsschüler des Colleges, die eine eigene Athletikvereinigung hatten, Hellas 1943. Später sind viele Hellasathleten Mitglieder von Swift Atletiek geworden.

### Athlet, Trainer und Vorsitzender
Lei Derichs vertrat die Niederlande elfmal bei Länderwettkämpfen. Einmal war er dabei Kapitän der niederländischen Mannschaft. 1950 wird er auch im Beneluxteam aufgestellt, das in London gegen die Mannschaften aus England und Amerika antrat. Bei diesen Wettspielen wird er zweimal Dritter, sowohl mit der Kugel als mit dem Diskus. In dieser Zeit war Derichs nebenbei auch Vorsitzender und Trainer bei der Athletikvereinigung Swift. Viele Athleten wurden von ihm ausgebildet. Durch sein Verdienst war Swift in den fünfziger und sechziger Jahren des 20. Jahrhunderts hauptsächlich eine Werfervereinigung.

### Titel
Nach dem Krieg errang Lei Derichs 1946 und 1949 erstmals Bronze und Silber auf nationaler Ebene, mit Diskus und Kugel. In Rotterdam 1950 wurde er, mit einem Abstand von 14,50 m beim Kugelstoßen, zum ersten Mal niederländischer Meister. Beim Diskuswurf wurde er in dem Jahr Zweiter. Nachdem er darauf 1951 seinen Titel im Kugelstoßen wiederholte, folgte sein erfolgreichstes Jahr 1952. In jenem Jahr waren die Meisterschaften wieder in Rotterdam. Er gewann sowohl das Kugelstoßen, als auch den Diskuswurf und kam als zweimaliger niederländischer Meister mit zwei Goldmedaillen zurück nach Roermond. Sein Meisterwurf mit dem Diskus ist sein bester Wurf überhaupt. Er warf eine Entfernung von 43,85 m. Er lieferte dieses Ergebnis bei seinem letzten Versuch und ließ hiermit alle seine Konkurrenten, mit dabei der vierzehnmalige Diskuswurfmeister Aad de Bruyn, hinter sich. Diese Entfernung war zugleich ein südniederländischer Rekord und das vierte Mal, dass er diesen Rekord brach. Er eroberte 1953 seinen vierten nationalen Titel beim Kugelstoßen und wurde beim Diskus Dritter. Schließlich wurde er in Tilburg, 1954, wiederum niederländischer Meister mit einem Diskuswurf von 43,11 m. In seiner Karriere wurde Derichs dreizehnmal südholländischer Meister in Diskuswurf und Kugelstoßen. Für seine zweimalige nationale Errungenschaft 1952 empfing Lei Derichs die Bronzene Medaille der Gemeinde Roermond.

### Athletikdozent und Autor
Derichs gab als Athletikdozent ab 1953 Unterricht an der Academie voor Lichamelijke Opvoeding (Akademie für Körpererziehung) in Tilburg. In dieser Eigenschaft schrieb er zusammen mit Bram Leeuwenhoek ein Standardwerk über Athletik. Im zweiten Teil von den drei Büchern behandelte er die Wurfgruppe. Im Jahr 1981 ging Derichs aus gesundheitlichen Gründen in Ruhestand, sowohl beim Bisschoppelijk College in Roermond als bei der Lehrerausbildung in Tilburg.

### Ämter
Lei Derichs hat verschiedene Ämter bei der Athletikvereinigung Swift bekleidet, die Vereinigung in der er, seit der Anfangszeit als Athlet, während der Kriegsjahre und danach, immer Mitglied gewesen war. Er war dort Trainer, Sekretär, Vorsitzender, Mitglied der Jury und Schiedsrichter. Im Jahr 1959 wurde er zum Ehrenmitglied vom Distrikt Süd der KNAU (Königliche Niederländische Athletik Union) ernannt.

## Auszeichnungen
- Gemeinde Roermond: Bronzene Medaille – 1952
- Distrikt Süd KNAU: Ehrenmitglied – 1959